# Dominique Guidi
Dominique Guidi (Porto Vecchio, 6 febbraio 1996) è un calciatore francese, difensore del Bastia.

## Carriera
Cresciuto nel settore giovanile del Bastia, trascorre i primi anni della propria carriera nelle serie minori del calcio francese. Il 1º giugno 2018 viene acquistato dallo Gazélec Ajaccio, firmando un contratto biennale. Esordisce fra i professionisti il 27 luglio successivo, in occasione dell'incontro di Ligue 2 pareggiato per 1-1 contro il Paris FC. Un mese dopo ha anche realizzato la sua prima rete in campionato, nell'incontro vinto per 2-1 contro il Red Star. Nel 2020 fa ritorno al Bastia, con cui contribuisce alla promozione in seconda divisione al termine della stagione 2020-2021.

## Statistiche

### Presenze e reti nei club
Statistiche aggiornate al 16 gennaio 2023.
| Stagione               | Squadra                | Campionato             | Campionato | Campionato | Coppe nazionali | Coppe nazionali | Coppe nazionali | Coppe continentali | Coppe continentali | Coppe continentali | Altre coppe | Altre coppe | Altre coppe | Totale | Totale |
| Stagione               | Squadra                | Comp                   | Pres       | Reti       | Comp            | Pres            | Reti            | Comp               | Pres               | Reti               | Comp        | Pres        | Reti        | Pres   | Reti   |
| ---------------------- | ---------------------- | ---------------------- | ---------- | ---------- | --------------- | --------------- | --------------- | ------------------ | ------------------ | ------------------ | ----------- | ----------- | ----------- | ------ | ------ |
| 2013-2014              | Bastia 2               | CFA2                   | 1          | 0          |                 | -               | -               |                    | -                  | -                  |             | -           | -           | 1      | 0      |
| 2014-2015              | Bastia 2               | CFA2                   | 1          | 0          |                 | -               | -               |                    | -                  | -                  |             | -           | -           | 1      | 0      |
| Totale Bastia 2        | Totale Bastia 2        | Totale Bastia 2        | 2          | 0          |                 | -               | -               |                    | -                  | -                  |             | -           | -           | 2      | 0      |
| 2015-2016              | Borgo FC               | CFA2                   | 2          | 0          | CF              | 0               | 0               |                    | -                  | -                  |             | -           | -           | 2      | 0      |
| 2016-2017              | Furiani-Agliani        | CFA2                   | 18         | 2          | CF              | 0               | 0               |                    | -                  | -                  |             | -           | -           | 18     | 2      |
| 2017-2018              | Furiani-Agliani        | N2                     | 25         | 4          | CF              | 2               | 0               |                    | -                  | -                  |             | -           | -           | 27     | 4      |
| Totale Furiani-Agliani | Totale Furiani-Agliani | Totale Furiani-Agliani | 43         | 6          |                 | 2               | 0               |                    | -                  | -                  |             | -           | -           | 45     | 6      |
| 2018-2019              | Gazélec Ajaccio        | L2                     | 38+2       | 2          | CF+CdL          | 1+1             | 0               |                    | -                  | -                  |             | -           | -           | 42     | 2      |
| 2019-2020              | Gazélec Ajaccio        | N                      | 21         | 0          | CF+CdL          | 1+1             | 0               |                    | -                  | -                  |             | -           | -           | 23     | 0      |
| Totale Gazélec Ajaccio | Totale Gazélec Ajaccio | Totale Gazélec Ajaccio | 59+2       | 2+0        |                 | 4               | 0               |                    | -                  | -                  |             | -           | -           | 65     | 2      |
| 2020-2021              | Bastia                 | N                      | 28         | 1          | CF              | 0               | 0               |                    | -                  | -                  |             | -           | -           | 28     | 1      |
| 2021-2022              | Bastia                 | L2                     | 25         | 2          | CF              | 4               | 0               |                    | -                  | -                  |             | -           | -           | 29     | 2      |
| 2022-2023              | Bastia                 | L2                     | 12         | 0          | CF              | 3               | 0               |                    | -                  | -                  |             | -           | -           | 15     | 0      |
| Totale Bastia          | Totale Bastia          | Totale Bastia          | 65         | 3          |                 | 7               | 0               |                    | -                  | -                  |             | -           | -           | 72     | 3      |
| Totale carriera        | Totale carriera        | Totale carriera        | 173        | 11         |                 | 13              | 0               |                    | -                  | -                  |             | -           | -           | 186    | 11     |

## Palmarès

### Club

#### Competizioni nazionali
- Championnat National: 1

Bastia: 2020-2021